# Tigeonville
Tigeonville est un hameau de la commune belge de Vielsalm située en Région wallonne dans la province de Luxembourg. Avant la fusion des communes de 1977, il faisait partie de la commune de Grand-Halleux.